# Petawawa
Petawawa es un pueblo canadiense situado en la provincia de Ontario.

## Superficie
Petawawa tiene una superficie de 164,7 km².

## Demografía
En 2021, tenía 18 160 habitantes, una densidad poblacional de 110,3 hab./km², y 7174 viviendas.